# MacDonald Point
Der MacDonald Point ist eine Landspitze mit Felsvorsprüngen im ostantarktischen Viktorialand. An der Hillary-Küste liegt sie auf der Südseite der Mündung des Darwin-Gletschers in das Ross-Schelfeis.
Der United States Geological Survey kartierte sie anhand eigener Vermessungen und Luftaufnahmen der United States Navy aus den Jahren von 1959 bis 1963. Das Advisory Committee on Antarctic Names benannte sie 1966 nach dem US-amerikanischen Journalisten James H. MacDonald († 2006), der als Mitglied der Flugstaffel VX-6 in mehreren Kampagnen zwischen 1958 und 1961 tätig war.